# 그래디 디앙가나
그래디 조지 디앙가나(영어: Grady George Diangana, 1998년 4월 19일 ~ )는 콩고 민주 공화국의 축구 선수로, 현재 웨스트브로미치 앨비언에서 공격형 미드필더로 활약하고 있다. 과거 웨스트햄 유나이티드에서 활약한 적이 있다. 잉글랜드 청소년 국가대표 출신인 디앙가나는 콩고 민주 공화국 국가대표팀에서 활약하고 있다.

## 어린 시절
디앙가나는 콩고 민주 공화국 루붐바시에서 태어났다. 그의 가족은 그가 4살이었을 때 영국으로 이주했다. 디앙가나는 런던의 울리치에서 자랐다.

## 구단 경력

### 웨스트햄 유나이티드
디앙가나는 12세의 나이로 2010년 웨스트햄 유스 시스템에 합류했다. 원래 공격수였던 그는 15세 이하의 공격형 미드필더로 뛰기 시작했다. 그는 2014년 2월에 18세 이하의 클럽 데뷔를 했고, 2015년 1월에 그의 프리미어리그 2 데뷔를 했다. 그는 2016년 5월 14일에 해머스와 그의 첫 프로 계약을 맺었다. 그는 2018년 6월에 새로운 2년 계약을 맺었다.
2018년 9월 26일, 디앙가나는 메이클즈필드 타운과의 EFL컵 경기에서 첫 데뷔 전을 치렀고, 런던 스타디움에서 풀타임을 소화하며 2골을 넣어 8-0 승리를 거두었는데, 같은 데뷔 전 선수인 코너 코번트리와 조 포웰도 이 경기에 출전했다. 3일 후, 디앙가나는 3-1로 이긴 맨체스터 유나이티드와의 안방 경기에서 펠리피 안데르송과 93분에 교체되어 들어가 프리미어리그 첫 경기를 치렀다. 디앙가나는 안드리 야르몰렌코의 부상으로 팀의 주전 선수가 되었고, 10월 27일 레스터 시티와의 경기에서 첫 프리미어리그 선발 출전과 번리와의 경기에서 첫 리그 도움을 기록했다. 2019년 1월 18일, 디앙가나는 새로운 6년 계약을 체결하여 2025년까지 웨스트햄에 머물게 되었다.

### 웨스트브로미치 앨비언
2020년 9월 4일, 웨스트브로미치 앨비언은 디앙가나와 5년 계약에 대한 공개되지 않은 이적료에 영입을 발표했다. 웨스트햄 회장 데이비드 설리번이 그를 매각하기로 결정한 것은 팬들과 선수들 사이에서 논란이 되었다. 웨스트햄 구단의 주장 마크 노블은 공개적으로 그가 "그래디가 떠난 것에 대해 화가 나고 슬프다"고 언급하여 데클런 라이스와 잭 윌셔를 포함한 동료 선수들의 지지를 모았다.
디앙가나는 에버턴에게 5-2로 패한 경기에서 그의 첫 프리미어리그 골을 득점했다. 그것은 20야드 밖에서 조던 픽퍼드를 제치고 오른쪽 하단 코너로 들어간 장거리 단독 노력이었다. 웨스트브로미치의 어려운 시즌 시작에도 불구하고, 디앙가나는 슬라벤 빌리치 감독 아래 왼쪽 측면에서 주전으로 활약했다.

## 국가대표팀 경력
2018년 11월, 디안가나는 독일 U-20와의 경기에서 잉글랜드 U-20 국가대표팀에 처음으로 차출되었다. 그는 2-0으로 이긴 독일과의 경기에서 잉글랜드 데뷔 전을 치렀다.
2019년 9월, 디앙가나는 튀르키예 U-21, 코소보 U-21과의 경기에서 처음으로 U-21 국가대표팀에 차출되었고, 웨스트브로미치 앨비언에서 열린 4경기에서 3골을 기록하며 잉글랜드 축구 국가대표팀의 일원이 되었다. 2019년 11월 19일, 디앙가나는 네덜란드와의 경기에서 U-21 대표팀 데뷔 전을 치렀고, 네덜란드와의 경기에서 2-1로 패했다.
디앙가나는 2023년 시니어 레벨에서 출생국에 충성을 바쳤고, 10월 2일 뉴질랜드와 포르투갈과의 친선 경기로 콩고 민주 공화국에 의해 처음으로 소집되었다. 그는 10월 13일 스페인에서 열린 친선 경기에서 뉴질랜드와 1-1로 비긴 경기에서 데뷔 전을 치렀다.